# シングー川
シングー川（シングーがわ、ポルトガル語: Rio Xingu）はブラジル北部を流れる河川で、アマゾン川の主要な支流の一つである。全長1,980km。

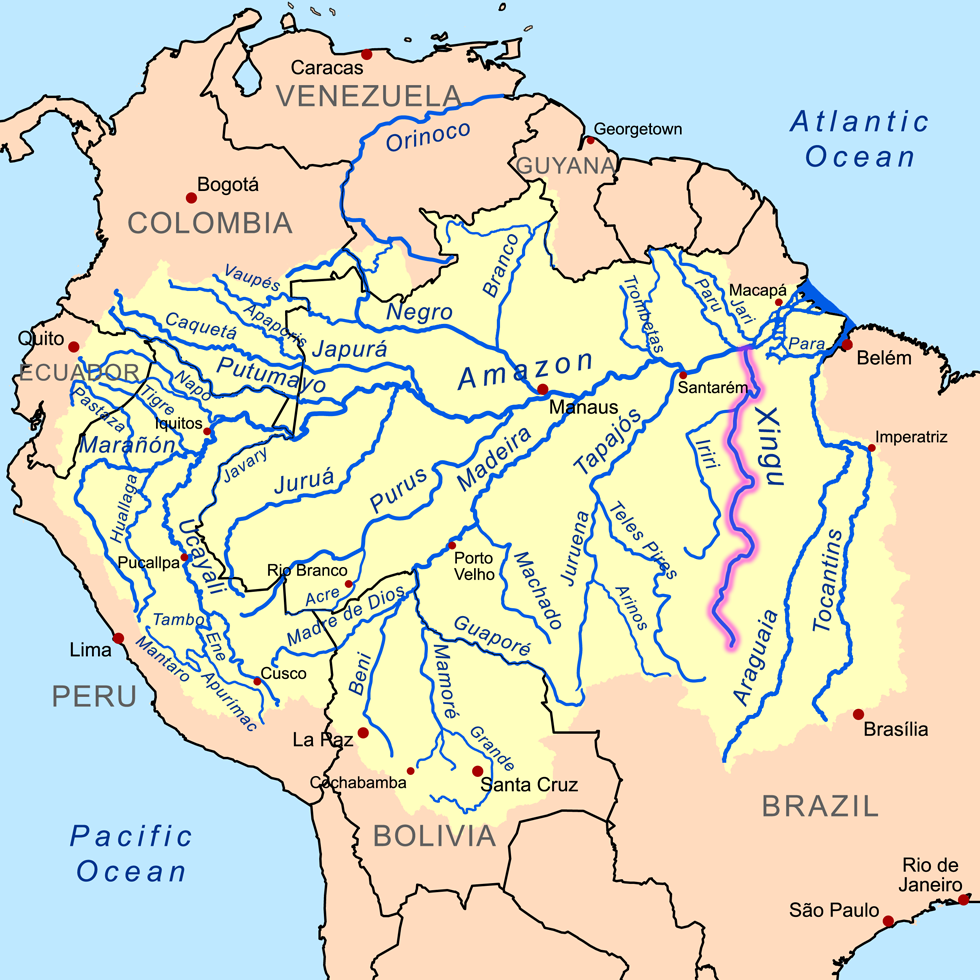
シングー川流路

## 概要
マト・グロッソ高原に源を発し、北へ流れアマゾン川河口デルタでアマゾン川に合流する。滝、急流が多い。流域に住む多くの先住民を保護するため、上流域に1961年シングー国立公園が設立された。この地区には約2万6千平方kmに16民族以上、約3000人のインディオが居住している。しかし、開発による環境問題も深刻で、流域の水力発電所建設に反対するインディオの大集会が1989年に開かれている。

## ベロ・モンテ
パラー州アルタミラ市付近に建設中のベロ・モンテ水力発電ダム群（Complexo Hidrelétrico Belo Monte）は、周囲の自然環境やインディオに深刻な影響を及ぼすとブラジル内外で指摘されている。